# Oglethorpe
Oglethorpe es una ciudad ubicada en el condado de Macon en el estado estadounidense de Georgia. En el año 2000 tenía una población de 1.200 habitantes. Lleva el nombre del fundador del estado, James Oglethorpe. Está situada a orillas del río Flint.

## Geografía
Oglethorpe se encuentra ubicada en las coordenadas 32°17′36″N 84°3′45″O / 32.29333, -84.06250 (32.293328, -84.062616).
Según la Oficina del Censo, la localidad tiene un área total de 5,3 km² (2 mi²), de la cual 5,3 km² (2 mi²) es tierra y 0 km² (0 mi²) (0.00%) es agua.

## Demografía
Según la Oficina del Censo en 2000 los ingresos medios por hogar en la localidad eran de $22,875, y los ingresos medios por familia eran $28,971. Los hombres tenían unos ingresos medios de $27,250 frente a los $18,571 para las mujeres. La renta per cápita para la localidad era de $13,673. 